# Esraj

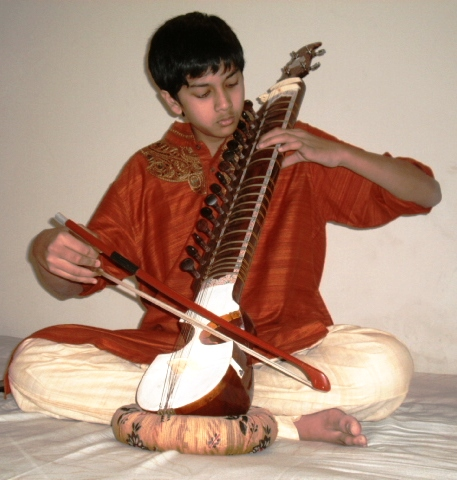

L'esraj (voleur du cœur) est une vièle apparue au XIXe siècle en Inde, alors que les joueurs de sarangi se faisaient rares, et alors que les maharajas s'efforçaient de créer des orchestres à cordes calqués sur le modèle occidental. C'est un instrument hybride conçu spécialement pour les joueurs de sitar, un luth indien à cordes pincées, tout comme son double, la dilruba. La mayuri vînâ est un instrument de prestige dérivé de lui.

## Lutherie
L'esraj a une caisse de résonance taillée dans du bois massif de murier ou de tun (il en existe en œuf d'autruche). De forme hémisphérique, elle est recouverte d'une peau de chèvre sur laquelle repose un renfort et le chevalet. La forme rappelle celle de la sarinda, avec deux demi-lunes qui se font face. Un manche très large et très long y est accolé, muni de frettes métalliques convexes amovibles, placées comme sur le sitar. Il y a parfois une sculpture au bout, de fauve ou de cygne.
Il y a trois cordes de jeu, un bourdon et 11 cordes sympathiques disposées obliquement par rapport aux cordes de jeu, passant au-dessus des frettes et toutes fixées le long du manche sur un support externe, contrairement au dilruba. Il existe une rare version basse.
La mayuri a un corps représentant un paon, dont la caisse de résonance est le poitrail, le manche la queue (avec de vraies plumes de paon), et une petite sculpture décorative pour la tête. Elle repose sur deux petits pieds et est joué comme l'esraj.

## Jeu
On en joue assis en tailleur par terre, l'instrument reposant sur les chevilles, et l'épaule gauche.
L'archet est assez petit, plutôt concave, et tenu paume vers le ciel.
On peut y jouer la musique classique indienne, les râgas, en solo, mais il est surtout connu en tant qu'instrument d'accompagnement d'autres solistes et dans la musique filmi. Au Bengale où il est très répandu, il remplace le violon dans les familles, qui y jouent des thèmes folkloriques.
Son plus talentueux musicien est Ashesh Bandopadhyay.